# Milford, New York
Milford är en ort i Otsego County i delstaten New York, USA.